# Carl-Otto Bragnum
Carl-Otto Filip Larsson Bragnum, född 31 mars 1891 i Trollhättan, död 23 oktober 1973 i Engelbrekts församling, Stockholm, var en svensk läkare.
Efter studentexamen i Skara 1910 blev Bragnum medicine kandidat vid Lunds universitet 1913 och medicine licentiat vid Karolinska institutet i Stockholm 1918. Han innehade olika amanuens- och läkarförordanden 1912–16, var extra läkare vid Sankt Görans sjukhus i Stockholm 1917 och amanuens vid medicinska kliniken II på Serafimerlasarettet 1917–21. Han var praktiserande läkare i invärtes medicin i Stockholm från 1922 och innehade egen privatklinik där från 1925. Han var bataljonsläkare vid Fältläkarkåren 1918–25.
Bragnum var verksam som läkare vid sjukhuset för spanska sjukan i Östersund 1918 , då under namnet Karl Otto Larsson. Han ändrade senare namnet till Bragnum efter sin hemort Bragnum i Västergötland.
Bragnum organiserade Allmänna svenska sjuksköterskeföreningen och ordförande där 1923–26. Han organiserade även Svenska Folkhjälpen för Finlands barn  och var ordförande där från 1941. Han författade skrifter rörande analysmetoder för blod och urin, avhandlingar om tetani-, spasmofili-, eklampsi- och uremiproblemen samt angående Stockholms sjukhusfråga genom tiderna och ny sjukhuskonstruktion.